# Rayforstia salmoni
Espèce
Synonymes
- Textricella salmoni Forster, 1959

Rayforstia salmoni est une espèce d'araignées aranéomorphes de la famille des Anapidae.

## Distribution
Cette espèce est endémique de l'île du Nord en Nouvelle-Zélande,.

## Description
Le mâle holotype mesure 1,10 mm et la femelle paratype 1,14 mm.

## Étymologie
Cette espèce est nommée en l'honneur de John Tenison Salmon.

## Publication originale
- Forster, 1959 : The spiders of the family Symphytognathidae. Transactions of the Royal Society of New Zealand, vol. 86, p. 269-329 (texte intégral).